# Хронология наполеоновской эпохи
Наполеон Бонапарт (15 августа 1769 — 5 мая 1821) был французским военным и политическим лидером, который начал играть большую роль на последних этапах Великой французской революции и во время наполеоновских войн.

## Ранние года
1769
- 15 августа: Наполеон Бонапарт родился в Аяччо, Корсика.

1785
- 28 октября: Наполеон заканчивает Военную школу в звании младшего лейтенанта артиллерии.
- 3 ноября: находится в Валенсии.

1793
- 22 декабря: За его блестящее тактическое командование (хотя он и был подчинённым офицером, многие приписывали победу ему лично) во время осады Тулона Наполеон получает новое звание бригадного генерала.

1794
- 9-20 августа: Наполеон заключён в тюрьму по подозрению в якобинстве и поддержке Робеспьера.

1795
- Октябрь: Вандемьерский мятеж, подавленный Наполеоном. Баррас помогает Наполеону добиться повышения до командующего войсками тыла.
- 15 октября: В доме Барраса Наполеон встречает Розу де Богарне (Жозефину).
- 2 ноября: создание Директории

1796
- 2 марта: Наполеон получает командование французской армией в Италии.
- 11 марта: начинается итальянская кампания против Австрии.
- 10 мая: Наполеон побеждает в битве при Лоди.
- 17 ноября: Наполеон побеждает в битве при Арколе.

1797
- 14 января: Наполеон побеждает в битве при Риволи.
- 17 октября: Кампо-Формийский мир с Австрией
- 5 декабря: Наполеон возвращается в Париж героем.

1798
- 19 мая: Наполеон начинает свою египетскую кампанию с армией в 38 тыс. человек.
- 21 июля: победа в битве у пирамид против мамелюков в Египте.
- 24 июля: Падение Каира.
- 3 августа: британский флот под командованием адмирала Нельсона уничтожает французский флот в битве при Абукире. Армия Наполеона отрезана от снабжения и связи.

## Наполеоновская эпоха
1799
- 23 августа: Получив известие о беспорядках во Франции, Наполеон отказывается от командования в Египте и возвращается в Париж.
- 9-10 ноября: В ходе переворота 18 брюмера Наполеон свергает Директорию.
- 12 декабря: Наполеон избран первым консулом.

1800
- 14 июня: Битва при Маренго.
- 24 декабря: Наполеон избегает покушения.

1801
- 9 февраля: Подписание с Австрией Люневильского мира.
- 6 июля: Сражение в заливе Альхесирас.
- 15 июля: Конкордат 1801 года.

1802
- 25 марта: Амьенский мирный договор.
- 1 мая: Наполеон реструктуризирует французскую систему образования.
- 19 мая: учреждён Почётный легион.
- 2 августа: принята новая конституция, плебисцит подтверждает, что Наполеон является пожизненным первым консулом.

1803
- 3 мая: Наполеон продаёт территорию Луизианы США.
- 18 мая: Великобритания объявляет войну Франции.
- 26 мая: Франция вторгается в Ганновер.

1804
- 21 марта: Введение Гражданского кодекса (также известного как Кодекс Наполеона).
- 18 мая: Сенат провозгласил Наполеона императором.
- 2 декабря: Наполеон коронует себя императором в присутствии Папы.

1805
- 19 октября: Битва под Ульмом.
- 21 октября: Трафальгарская битва.

Адмирал лорд Нельсон убит.
- 30 октября: Битва при Кальдьеро.
- 2 декабря: битва при Аустерлице.

1806
- 30 марта: Наполеон назначает своего брата Жозефа Бонапарта королём Неаполя.
- 12 июля: Рейнская конфедерация, Наполеон становится её протектором. Первоначально в неё входило 16 государств-членов, позже добавились другие, включая королевства Саксония и Вестфалия.
- 6 августа: Священная Римская империя упразднена.
- 15 сентября: Пруссия присоединяется к Великобритании и России против Наполеона.
- 14 октября: битва при Йене и Ауэрштедте.
- 21 ноября: издан Берлинский декрет, положивший начало континентальной блокаде.

1807
- 8 февраля: Битва при Прейсиш-Эйлау.
- 14 июня: Битва при Фридланде.
- 25 июня: Подписание Тильзитского договора между Россией и Францией.
- 27 октября: Договор в Фонтенбло, тайно согласует между Наполеоном и Испанией раздел Португалии.

1808
- 17 марта: учреждён Императорский университет.
- 2 мая: Испанский народ восстаёт против Франции.
- 3 мая: солдаты Наполеона в ответ на восстание жестоко казнят испанских граждан (известная картина «Третьем мая 1808 года в Мадриде» Гойи).
- 7 июля: Жозеф коронован королём Испании после того, как Португалия восстала против континентальной блокады Наполеона. Наполеон собирает пять армий для продвижения в Португалию и заставляет испанскую королевскую семью отречься от трона.
- Пиренейская война.
- 16-19 июля: Битва при Байлене.

1809
- 19 апреля: Битва при Рашине.
- 22 мая: Битва при Асперн-Эсслинге — первое поражение Наполеона за 10 лет.
- 5-6 июля: Битва при Ваграме — успех Наполеона, Австрия теряет территорию и должна обеспечить соблюдение блокады.
- 14 октября: Подписание Шёнбруннского договора.
- 14 декабря: Публичное объявление о разводе Наполеона с Жозефиной.

1810
- 11 марта: Наполеон женится по доверенности в Вене на Марии-Луизе Австрийской.
- 1 апреля: Наполеон официально женится в Париже на Марии-Луизе.

1811
- 20 марта: Рождается Наполеон II, сын Наполеона 1, которого называют «королём Рима».

1812
- 22 июля: Битва при Саламанке.
- 4-6 августа: Смоленская битва.
- 1 сентября: Москва эвакуирована.
- 7 сентября: Бородинское сражение.
- 14 сентября: Наполеон прибывает в Москву и обнаруживает, что город покинут и подожжён. Отступая в холодный период, армия несет большие потери.
- 24 октября: Малоярославецкое сражение.
- Ноябрь: Переход через реку Березина.
- Декабрь: Великая армия изгнана из России.

1813
- 2 мая: Битва при Лютцене.
- 20-21 мая: Битва при Бауцене.
- 26 мая: Битва при Хойнуве[англ.].
- 4-26 июня: Плейсвицкое перемирие.
- 21 июня: Битва при Витории.
- 23 августа: Битва при Гросберене.
- 26-27 августа: битва при Дрездене.
- 26 августа: Битва при Кацбахе.
- 27 августа: Битва при Хагельберге.
- 29-30 августа: Битва при Кульме.
- 31 августа: Битва при Сан-Марсиале.
- 6 сентября: Битва при Денневице.
- 16 сентября: Битва при Гёрде[англ.].
- 28 сентября: Битва при Альтенбурге[англ.].
- 3 октября: битва при Вартенбурге.
- 7 октября: Битва при Бидасоа.
- 14 октября: Битва при Либертволквице[нем.].
- 16-19 октября: Битва народов.
- 30-31 октября: Битва при Ханау.
- 10 ноября: Битва при Нивеле.
- 31 октября: Окончание осады Памплоны.
- 7 декабря: Битва при Борнхёведе[англ.].
- 9-13 декабря: Битвы при Ниве.
- 10 декабря: Битва при Зеэштедте[англ.].

1814
- 10-14 февраля: Шестидневная война.
- 15 февраля: Битва при Гаррисе.
- 27 февраля: Битва при Ортезе.
- 10 апреля: Битва при Тулузе.
- 30-31 марта: Взятие Парижа.
- 4 апреля: Наполеон отрекается, и Людовик XVIII возвращается на французский трон.
- 11 апреля: Договор в Фонтенбло. Наполеон ссылается на Эльбу, союзники выплачивют его семье пенсию.
- 14 апреля: Осада Байонны.
- 4 мая: Наполеон сослан на Эльбу; его жена и сын укрываются в Вене.

1815
- 26 февраля: Наполеон бежит с Эльбы.
- 20 марта: Наполеон прибывает в Париж.

Начало Ста дней.
- 16 июня: Битва при Линьи.
- 18 июня: Наполеон разбит в битве при Ватерлоо.
- 28 июня: Реставрация Людовика XVIII.
- 16 октября: Наполеон сослан на остров Святой Елены.

1821
- 5 мая: Смерть Наполеона